# Niżniemalcewo
Niżniemalcewo (ros. Нижнемальцево) – stacja kolejowa w miejscowości Aładjino, w rejonie czuczkowskim, w obwodzie riazańskim, w Rosji. Położona jest na linii Moskwa – Riazań – Samara.
Nazwa pochodzi od pobliskiej wsi Niżnieje Malcewo.

## Historia
Stacja powstała w XIX w. pomiędzy stacjami Czuczkowo i Sasowo.